# Artéria cerebral média
A artéria cerebral média é uma artéria da cabeça. Ramo principal da carótida interna, que percorre toda a extensão do sulco lateral, distribuindo ramos que vascularizam a maior parte da face supero-lateal de cada hemisfério.